# Coelichneumon lacrymator
Coelichneumon lacrymator là một loài tò vò trong họ Ichneumonidae.